# Ahmad Mahmoud
Ahmad Mahmoud (în persană احمد محمود) (n. 25 decembrie 1931, Ahvaz, Iran - d. 4 octombrie 2002, Teheran, Iran) a fost un romancier iranian.
În tinerețe a lucrat ca șofer și muncitor în construcții. În aceeași perioadă a fost închis din cauza vederilor sale politice de stânga și a activităților de opoziție. Prima sa poveste a apărut în revista "Omid-e Iran" și începând din anul 1959 a început să publice colecții întregi de povești, prima dintre ele fiind Mul (Ibovnica).
Au urmat alte colecții: Darya Hanuz Aram Ast (Marea este încă liniștită) 1960, Bibudegi (Inutilitatea) 1962, Za'eri Zir-e Baran (Un pelerin în ploaie) 1968, Pesarak-e Boumi (Micul băiat nativ) 1971, și Gharibeh'ha (Străinii) 197. Colecția Povești Scurte Moderne Persane (1980) include o traducere dupa povestea sa din 1969 "Az Deltangi" (Despre dorul de casă) din Un pelerin în ploaie. "Hamsayeha" (Vecinii) a apărut în 1974 și i-a oferit imediat statutul de romancier.
Dastan-e Yek Shahr (Povestea unui singur oraș) a fost publicată în 1981. Zamin-e Sukhteh (Pământul ars) a fost publicată în primăvara anului 1982 într-un tiraj limitat de 11.000 de exemplare, dar a fost reeditată după un an într-un nou tiraj de 22.000 de exemplare.
În anii '90, Mahmoud a publicat 2 colecții de nuvele: Didar (Vizitând) - 1990, Qesseh-ye Ashna (O poveste familiară) - 1991, Madare-h Sefr Darejeh (Orbita de gradul zero) - 1993, Adam-e Zendeh (Omul viu) - 1997 etc. Mahmoud a murit din cauza unui stop respiratoriu, la Teheran, la vârsta de 71 de ani.

## Cărți publicate

### Nuvele
- Mul (The Paramour), 1957
- Darya Hanuz Aram Ast (The Sea Is Still Calm), 1960
- Bihudegi (Uselessness), 1962
- Za'eri Zir-e Baran (A Pilgrim In The Rain), 1967
- Pesarak-e Bumi (The Little Native Boy), 1971
- Gharibeh-ha (The Strangers), 1971
- Didar (Visiting), 1990
- Qesseh-ye Ashna (Familiar Tale), 1991
- Az Mosafer ta Tabkhal (From Passenger To Cold Sore), 1992

### Romane
- Hamsayeh-ha (The Neighbors), 1974
- Dastan-e Yek Shahr (Story Of One City), 1981
- Zamin-e Sukhteh (The Scorched Earth), 1982
- Madar-e Sefr Darajeh (The Zero Degree Orbit), 1993
- Adam-e Zendeh (The Live Human), 1997
- Derakht-e Anjir-e Ma'abed (The Fig Tree Of The Temples), 2000